# Anna Kamler
Anna Kamler (ur. 1960) – polska historyczka, dr hab. nauk humanistycznych, profesor uczelni i prodziekan Wydziału Dziennikarstwa, Informacji i Bibliologii Uniwersytetu Warszawskiego.

## Życiorys
Obroniła pracę doktorską w  1987 roku na Wydziale Historycznym Uniwersytetu Warszawskiego. W 2007 roku habilitowała się w Instytucie Historii Nauki PAN w Warszawie na podstawie pracy zatytułowanej Od szkoły do senatu. Wykształcenie senatorów w Koronie w latach 1501-1586. Studia (Warszawa 2006).. 
Została zatrudniona w Instytucie Historii na Wydziale Historycznym i Socjologicznym Uniwersytetu w Białymstoku, a od 1993 roku związała się z Instytutem Informacji Naukowej i Studiów Bibliologicznych na Wydziale Historycznym Uniwersytetu Warszawskiego. W latach 2008–2016 pełniła funkcję zastępczyni dyrektora ds. studenckich Instytutu Informacji Naukowej i Studiów Bibliologicznych Uniwersytetu Warszawskiego.
Jest profesorem uczelni i prodziekanem na Wydziale Dziennikarstwa, Informacji i Bibliologii Uniwersytetu Warszawskiego.